# Jenkowice (Oleśnica)
Pour les articles homonymes, voir Jenkowice.
Jenkowice est une localité polonaise de la gmina et du powiat d'Oleśnica en voïvodie de Basse-Silésie.